# Championnat d'Amérique du Sud et centrale féminin de handball 2021
Navigation
Brésil 2018
Le Championnat d'Amérique du Sud et centrale féminin de handball 2021 est la 2e édition de cette compétition qui réunit les meilleures équipes nationales de handball d'Amérique du Sud et d'Amérique centrale. Elle s'est déroulée du 5 au 9 octobre 2021 à Asuncion au Paraguay.
Le Brésil remporte une nouvelle fois la compétition devant l'Argentine et le Paraguay. Ces trois équipes sont qualifiées pour le Championnat du monde 2021.

## Équipes qualifiées
Les équipes qualifiées sont :
| Competition                               | Dates     | Places | Équipes                          |
| ----------------------------------------- | --------- | ------ | -------------------------------- |
| Pays hôte                                 |           | 1      | Paraguay                         |
| Nations invitées                          |           | 4      | Argentine Bolivie Brésil Uruguay |
| Championnat d’Amérique centrale 2021 (en) | Août 2021 | 1 0    | Nicaragua                        |
| Remplaçant                                |           | 1      | Chili                            |

## Classement final
La compétition est disputée sous la forme d'une poule unique :
|                                     | Équipe    | Pts | J | G | N | P | Bp  | Bc  | Diff |
| ----------------------------------- | --------- | --- | - | - | - | - | --- | --- | ---- |
| Médaille d'or, Amérique du Sud      | Brésil    | 10  | 5 | 5 | 0 | 0 | 158 | 79  | 79   |
| Médaille d'argent, Amérique du Sud  | Argentine | 8   | 5 | 4 | 0 | 1 | 167 | 89  | 78   |
| Médaille de bronze, Amérique du Sud | Paraguay  | 5   | 5 | 2 | 1 | 2 | 152 | 128 | 24   |
| 4                                   | Uruguay   | 4   | 5 | 1 | 2 | 2 | 145 | 127 | 18   |
| 5                                   | Chili     | 3   | 5 | 1 | 1 | 3 | 149 | 125 | 24   |
| 6                                   | Bolivie   | 0   | 5 | 0 | 0 | 5 | 36  | 270 | -234 |

## Résultats
| 5 octobre 2021 16h00 | Brésil      | 39 – 22 | Chili    | Estadio Comite Olimpico Paraguayo, Asuncion Arbitrage : Estrada, Pineda |
| 5 octobre 2021 16h00 | Quintino 11 | (18–9)  | Lovera 5 | Estadio Comite Olimpico Paraguayo, Asuncion Arbitrage : Estrada, Pineda |
| 5 octobre 2021 16h00 | ×1 ×4       | Rapport | ×5       | Estadio Comite Olimpico Paraguayo, Asuncion Arbitrage : Estrada, Pineda |

| 5 octobre 2021 18h00 | Argentine | 57 – 2  | Bolivie     | Estadio Comite Olimpico Paraguayo, Asuncion Arbitrage : Osaldo, Cobá |
| 5 octobre 2021 18h00 | Urban 13  | (32–1)  | Anze, Pol 1 | Estadio Comite Olimpico Paraguayo, Asuncion Arbitrage : Osaldo, Cobá |
| 5 octobre 2021 18h00 | ×1        | Rapport | ×5          | Estadio Comite Olimpico Paraguayo, Asuncion Arbitrage : Osaldo, Cobá |

| 5 octobre 2021 20h00 | Paraguay | 25 – 25 | Uruguay   | Estadio Comite Olimpico Paraguayo, Asuncion Affluence : 1 500 Arbitrage : Correa, Conberse |
| 5 octobre 2021 20h00 | Acuña 7  | (11–10) | Pessina 4 | Estadio Comite Olimpico Paraguayo, Asuncion Affluence : 1 500 Arbitrage : Correa, Conberse |
| 5 octobre 2021 20h00 | ×1 ×3    | Rapport | ×6        | Estadio Comite Olimpico Paraguayo, Asuncion Affluence : 1 500 Arbitrage : Correa, Conberse |

| 6 octobre 2021 16h00 | Bolivie    | 9 – 71  | Paraguay   | Estadio Comite Olimpico Paraguayo, Asuncion Arbitrage : Lemes, Sosa |
| 6 octobre 2021 16h00 | Castillo 4 | (3–34)  | Fleitas 19 | Estadio Comite Olimpico Paraguayo, Asuncion Arbitrage : Lemes, Sosa |
| 6 octobre 2021 16h00 | ×2         | Rapport | ×2         | Estadio Comite Olimpico Paraguayo, Asuncion Arbitrage : Lemes, Sosa |

| 6 octobre 2021 18h00 | Uruguay  | 18 – 36 | Brésil | Estadio Comite Olimpico Paraguayo, Asuncion Arbitrage : Pineda, Estrada |
| 6 octobre 2021 18h00 | Bianco 5 | (7–15)  | Belo 7 | Estadio Comite Olimpico Paraguayo, Asuncion Arbitrage : Pineda, Estrada |
| 6 octobre 2021 18h00 | ×1 ×3 ×1 | Rapport | ×4     | Estadio Comite Olimpico Paraguayo, Asuncion Arbitrage : Pineda, Estrada |

| 6 octobre 2021 20h00 | Chili    | 17 – 26 | Argentine | Estadio Comite Olimpico Paraguayo, Asuncion Affluence : 160 Arbitrage : Correa, Correa |
| 6 octobre 2021 20h00 | Lovera 3 | (4–13)  | Dalle 4   | Estadio Comite Olimpico Paraguayo, Asuncion Affluence : 160 Arbitrage : Correa, Correa |
| 6 octobre 2021 20h00 | ×1 ×3    | Rapport | ×1 ×5     | Estadio Comite Olimpico Paraguayo, Asuncion Affluence : 160 Arbitrage : Correa, Correa |

| 7 octobre 2021 16h00 | Brésil  | 10 – 0 | Bolivie | Estadio Comite Olimpico Paraguayo, Asuncion Arbitrage : Osaldo, Cobá |
| 7 octobre 2021 16h00 | Rapport |        |         | Estadio Comite Olimpico Paraguayo, Asuncion Arbitrage : Osaldo, Cobá |

| 7 octobre 2021 18h00 | Chili    | 21 – 21 | Uruguay | Estadio Comite Olimpico Paraguayo, Asuncion Affluence : 100 Arbitrage : Correa, Conberse |
| 7 octobre 2021 18h00 | Lovera 8 | (9–7)   | Fynn 5  | Estadio Comite Olimpico Paraguayo, Asuncion Affluence : 100 Arbitrage : Correa, Conberse |
| 7 octobre 2021 18h00 | ×3       | Rapport | ×6      | Estadio Comite Olimpico Paraguayo, Asuncion Affluence : 100 Arbitrage : Correa, Conberse |

| 7 octobre 2021 20h00 | Argentine | 29 – 13 | Paraguay | Estadio Comite Olimpico Paraguayo, Asuncion Affluence : 400 Arbitrage : Araújo, Perdomo |
| 7 octobre 2021 20h00 | Karsten 7 | (14–5)  | Acuña 6  | Estadio Comite Olimpico Paraguayo, Asuncion Affluence : 400 Arbitrage : Araújo, Perdomo |
| 7 octobre 2021 20h00 | ×2        | Rapport | ×5 ×1    | Estadio Comite Olimpico Paraguayo, Asuncion Affluence : 400 Arbitrage : Araújo, Perdomo |

| 8 octobre 2021 16h00 | Bolivie    | 13 – 66 | Chili     | Estadio Comite Olimpico Paraguayo, Asuncion Affluence : 50 Arbitrage : Estrada, Pineda |
| 8 octobre 2021 16h00 | Castillo 6 | (4–27)  | Lovera 14 | Estadio Comite Olimpico Paraguayo, Asuncion Affluence : 50 Arbitrage : Estrada, Pineda |
| 8 octobre 2021 16h00 | ×3         | Rapport | ×1        | Estadio Comite Olimpico Paraguayo, Asuncion Affluence : 50 Arbitrage : Estrada, Pineda |

| 8 octobre 2021 18h00 | Argentine | 33 – 15 | Uruguay  | Estadio Comite Olimpico Paraguayo, Asuncion Affluence : 180 Arbitrage : Correa, Correa |
| 8 octobre 2021 18h00 | Karsten 9 | (14–11) | Grosso 5 | Estadio Comite Olimpico Paraguayo, Asuncion Affluence : 180 Arbitrage : Correa, Correa |
| 8 octobre 2021 18h00 | ×2        | Rapport | ×6       | Estadio Comite Olimpico Paraguayo, Asuncion Affluence : 180 Arbitrage : Correa, Correa |

| 8 octobre 2021 20h00 | Paraguay    | 17 – 42 | Brésil      | Estadio Comite Olimpico Paraguayo, Asuncion Affluence : 350 Arbitrage : Araújo, Perdomo |
| 8 octobre 2021 20h00 | Fernández 4 | (5–22)  | De Castro 6 | Estadio Comite Olimpico Paraguayo, Asuncion Affluence : 350 Arbitrage : Araújo, Perdomo |
| 8 octobre 2021 20h00 | ×2          | Rapport | ×1          | Estadio Comite Olimpico Paraguayo, Asuncion Affluence : 350 Arbitrage : Araújo, Perdomo |

| 9 octobre 2021 16h00 | Uruguay              | 66 – 12 | Bolivie | Estadio Comite Olimpico Paraguayo, Asuncion Affluence : 250 Arbitrage : Cobá, Osaldo |
| 9 octobre 2021 16h00 | Eastman, Tournier 13 | (29–6)  | Pol 4   | Estadio Comite Olimpico Paraguayo, Asuncion Affluence : 250 Arbitrage : Cobá, Osaldo |
| 9 octobre 2021 16h00 | ×1                   | Rapport | ×3      | Estadio Comite Olimpico Paraguayo, Asuncion Affluence : 250 Arbitrage : Cobá, Osaldo |

| 9 octobre 2021 18h00 | Paraguay  | 26 – 23 | Chili    | Estadio Comite Olimpico Paraguayo, Asuncion Arbitrage : Correa, Conberse |
| 9 octobre 2021 18h00 | Mendoza 7 | (14–13) | Lovera 8 | Estadio Comite Olimpico Paraguayo, Asuncion Arbitrage : Correa, Conberse |
| 9 octobre 2021 18h00 | ×2 ×6     | Rapport | ×1 ×4    | Estadio Comite Olimpico Paraguayo, Asuncion Arbitrage : Correa, Conberse |

| 9 octobre 2021 20h00 | Brésil     | 31 – 22 | Argentine | Estadio Comite Olimpico Paraguayo, Asuncion Affluence : 700 Arbitrage : Lemes, Sosa |
| 9 octobre 2021 20h00 | Quintino 7 | (17–8)  | Cavo 5    | Estadio Comite Olimpico Paraguayo, Asuncion Affluence : 700 Arbitrage : Lemes, Sosa |
| 9 octobre 2021 20h00 | ×1 ×4      | Rapport | ×2        | Estadio Comite Olimpico Paraguayo, Asuncion Affluence : 700 Arbitrage : Lemes, Sosa |

## Statistiques et récompenses

### Buteuses
| Rang | Joueuse           | Buts |
| ---- | ----------------- | ---- |
| 1    | Valeska Lovera    | 38   |
| 2    | Rosario Urban     | 32   |
| 3    | Jéssica Quintino  | 28   |
| 4    | Romina Ramírez    | 25   |
| 4    | Fátima Acuña      | 25   |
| 6    | Malena Cavo       | 22   |
| 6    | Jessica Fleitas   | 22   |
| 8    | Elke Karsten      | 19   |
| 8    | Fernanda Insfrán  | 19   |
| 8    | Viviana Ferrari   | 19   |
| 8    | Catalina Tournier | 19   |

### Équipe-type
L'équipe-type de la compétition est :
| Poste            | Joueuse             |
| ---------------- | ------------------- |
| Gardienne de but | Renata Arruda (en)  |
| Ailière droite   | Jéssica Quintino    |
| Arrière droite   | Malena Cavo (en)    |
| Demi-centre      | Ana Paula Belo      |
| Arrière gauche   | Elke Karsten (en)   |
| Ailière gauche   | Fátima Acuña (en)   |
| Pivot            | Tamires Morena Lima |